# SOS

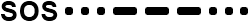
SOS em código morse

A palavra SOS é um sinal informativo de telecomunicações utilizado para solicitar auxílio em situações de necessidade de socorro. Quando no formato de código Morse, esse sinal é grafado (▄ ▄ ▄ ▄▄▄ ▄▄▄ ▄▄▄ ▄ ▄ ▄) e transmitido segundo esse padrão.

## Origem
SOS, quando foi acordado pela primeira vez pela Convenção Internacional de Radiotelegrafia em 1906, era apenas uma sequência distinta de código Morse e inicialmente não era uma abreviação. Mais tarde, no uso popular, tornou-se associado a frases mnemônicas como "Save Our Souls" e "Save Our Ship". Além disso, devido ao seu alto uso em emergências, a frase "SOS" entrou no uso geral para indicar informalmente uma crise ou a necessidade de ação.
O SOS teve origem nos regulamentos de rádio marítimo do governo alemão adotados em 1º de abril de 1905. Tornou-se um padrão mundial quando foi incluído nos regulamentos de serviço da primeira Convenção Internacional de Radiotelegrafia e assinado em 3 de novembro de 1906, que entrou em vigor em 1º de julho de 1908. terminologia, SOS é um "sinal processual" ou "prosigno" Morse, usado como uma marca de início de mensagem para transmissões solicitando assistência quando a perda de vida ou perda catastrófica de propriedade é iminente. Outros prefixos são usados para avarias mecânicas, pedidos de assistência médica e um sinal de socorro retransmitido originalmente enviado por outra estação. SOS permaneceu o sinal de socorro por rádio marítimo até 1999, quando foi substituído pelo Sistema Global de Socorro e Segurança Marítima.

## História

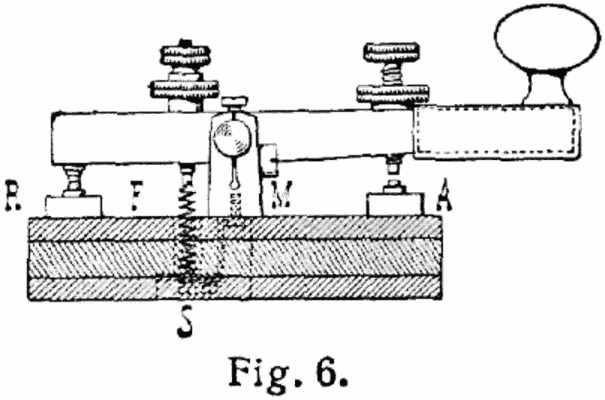
Manipulador de um telégrafo usado para transmissão de código Morse.

Assim como ocorria na telegrafia usada em terra, o código Morse também era o método usado pelos operadores de comunicações das embarcações para a transmissão sem fio de informações diversas. Mas qual sinal de socorro era universalmente entendido? Antes da convenção de 1906, vários países e organizações decidiam individualmente quais códigos suas embarcações usariam, e o código até então mais amplamente adotado era o CQD criado pela companhia Marconi International Marine Communication: as primeiras duas letras – C e Q – já eram usadas na telegrafia terrestre para anunciar uma "chamada geral" (broadcast) para todas as estações de rádio, ao passo que a letra D foi adicionada como uma referência à palavra inglesa distress, que significa algo como "perigo", "angústia" ou "aflição". Foi inclusive por esta razão que em 15 de abril de 1912 uma enorme embarcação transmitiu o sinal CQD-MGY em modo broadcast: o grupo de letras "MGY" era o código de identificação do navio Titanic.
O sinal "SOS" surgiu nos regulamentos de rádio-comunicações da Alemanha, em 1905, e foi adotado internacionalmente pela conferência de Berlim, em 1906. Na realidade, a conferência decidira apenas que:
| “ | Embarcações em distress deverão usar o seguinte sinal: . . . _ _ _ . . . repetido a breves intervalos. | ” |
|   | — Conferência Radiotelegráfica Internacional (Berlim, 1906).                                           |   |

Ou seja: ao invés de letras, na verdade esse sinal é apenas um grupo de pontos e traços em formato de código Morse, e isso foi escolhido porque é um padrão gráfico bastante simples e inconfundível. No entanto, pelo fato de esse sinal codificado poder ser descodificado e lido como "SOS", essa palavra passou a ser tratada como um mnemônico para aquele sinal codificado.
A partir de 1 de julho de 1908, o sinal CQD foi definitivamente substituído pelo SOS.
O código "SOS" é tão memorável que foi incorporado ao uso geral e por isto sempre usado quando qualquer pessoa quer exprimir a ideia de emergência: vítimas de inundações, por exemplo, chegaram a grafar "SOS" nos telhados de suas casas para pedir socorro aos helicópteros de resgate, do mesmo modo que também frequentemente se vê o sinal "SOS" ser utilizado em placas, cartazes e faixas de protesto. Porém, o uso do sinal "SOS" foi oficialmente descontinuado em 1 de janeiro de 1998: ele foi substituído por modernos sistemas de comunicações via satélite e uso de mensagens de voz, ao invés de código Morse.
Curiosamente, na exata noite do último dia de uso desse código uma embarcação em situação de emergência transmitiu esse velho sinal: a embarcação MV Oak estava transportando madeira do Canadá para o porto britânico de Liverpool quando começou a perder potência no motor e a carga que a embarcação transportava começou a deslocar-se perigosamente, em decorrência de uma tempestade. Assim, em 31 de dezembro de 1997 o MV Oak transmitiu em broadcast a seguinte mensagem:
| “ | ...---... ...---... Aqui é o Oak. Posição 53 16 norte e 24 59 oeste. Motor parado. Necessitamos de assistência. | ” |
|   | — Mv Oak, 31 de dezembro de 1997.                                                                               |   |

A guarda costeira britânica respondeu imediatamente, embora inicialmente acreditando tratar-se de uma brincadeira: era noite de réveillon, há muitos anos ninguém ali havia escutado um código Morse de "SOS", e de repente eles estavam escutando um "SOS" exatamente no final do último dia do seu uso oficial. Felizmente, toda a tripulação do MV Oak conseguiu se deslocar para os botes salva-vidas e aguardar o resgate, após haverem transmitido o último "SOS" dos 90 anos de história desse sinal.

## Atualmente
O SOS ainda é reconhecido como um sinal de socorro padrão que pode ser usado com qualquer método de sinalização. Ele tem sido usado como um sinal visual de socorro, consistindo em três curtos/três longos/três curtos flashes de luz, como de um espelho de sobrevivência. Em alguns casos, as letras individuais "S O S" foram soletradas, por exemplo, estampadas em um banco de neve ou formadas de troncos em uma praia. "S O S" sendo legível de cabeça para baixo, bem como do lado direito para cima (como um ambigrama) é uma vantagem para o reconhecimento visual.